# Pachylaelapidae
Pachylaelapidae (лат.) — семейство хищных клещей из надсемейства Eviphidoidea отряда Mesostigmata. Около 250 видов. Коксы свободные, тритостернум развит и гнатосома не редуцирована. Распространены всесветно. Хищники, питаются нематодами, яйцами и личинками насекомых, многие виды расселяются форезией на жуках, отмечены мирмекофилы. Живут в почве, гнёздах млекопитающих и общественных насекомых.
Группа была выделена в 1913 году итальянским энтомологом Антонио Берлезе (Antonio Berlese; 26.VI.1863 — 24.X.1927) первоначально в качестве трибы Pachylaelaptini.

## Классификация
Семейство Pachylaelapidae включает 3 подсемейства, 16 валидных родов и около 250 видов (2014 год). Подсемейство Pachyseiinae Karg, 1971 включает роды Pachyseius и Mirabulbus; подсемейство Pachyseiulinae Mašán, 2007 включает роды Pachyseiulus и Pseudopachys; все остальные входят в состав подсемейства Pachylaelapinae Berlese, 1913, в котором выделяют 3 трибы: Pachylaelapini, Paralaelapini и Onchodellini. Почти половина родов монотипические (включают только по одному виду): Neopachylaelaps, Pachyglobolaelaps, Pachylaelapsoides, Pachyseiulus, Pachysphaerolaelaps, Pseudopachys и Sphaerolaelaps, в то время как Onchodellus и Pachylaelaps это крупнейшие роды со множеством видов. Ранее в семейство Pachylaelapidae включали 26 родов и 199 видов (2011 год), однако десяток родов были исключены в ходе ревизии 2014 года (Actinoseius Berlese, 1916, Beaurieuia Oudemans, 1929, Brachylaelaps Berlese, 1910, Bulbogamasus Gu, Wang & Duan, 1991, Megalolaelaps Berlese, 1892, Meliponapachys Turk, 1948, Neoparasitus Oudemans, 1901, Pachylaella Berlese, 1916, Platylaelaps Berlese, 1905, Pseudolaelaps Berlese, 1916, Zygoseius Berlese, 1916).
- Chaetodellus Mašán & Halliday, 2013[7]
- Elaphrolaelaps Berlese, 1910
- Mirabulbus Liu & Ma, 2001
- Neopachylaelaps Mašán, 2007[8]
- Olopachys Berlese, 1910
- Onchodellus Berlese, 1904[9]
- Pachydellus Mašán, 2007[8]
- Pachyglobolaelaps Mašán, 2014[3]
- Pachylaelaps Berlese, 1888
- Pachylaelapsoides Mašán, 2007[8]
- Pachyseiulus Moraza & Johnston, 1990[10]
- Pachyseius Berlese, 1910
- Pachysphaerolaelaps Mašán, 2007[8]
- Paralaelaps Trägårdh, 1908
- Pseudopachys Berlese, 1916
- Sphaerolaelaps Berlese, 1903